# Argon-Plasma-Koagulation

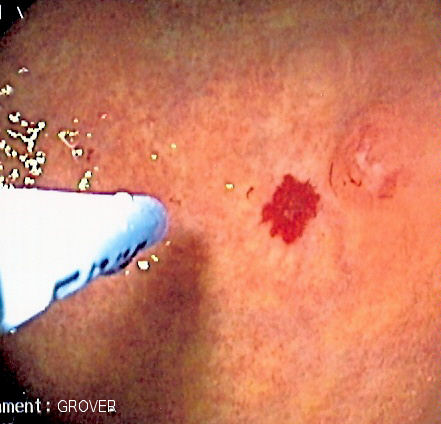
Endoskopische Aufnahme einer Argon-Plasma-Koagulation einer blutenden Kolonangiodysplasie

Die Argon-Plasma-Koagulation (APC) ist seit Anfang der 1990er Jahre das angezeigte medizinisch-endoskopische Verfahren zur Stillung von Blutungen aus bestimmten Läsionen (Verletzungen) des Magen-Darm-Trakts und zur Entfernung von Tumoren, für die eine herkömmliche Operation nicht empfohlen wird. Es wird während einer Ösophagogastroduodenoskopie oder Koloskopie angewendet.

## Etablierung
Nach der Methode der Verödung von Blutgefäßen und blutenden Oberflächen mit Hitzdraht-Instrumenten ist die Argon-Plasma-Koagulation ein wahrer Fortschritt. Das Verfahren der Argon-Plasma-Koagulation wurde anfänglich erfolgreich bei offenen Operationen, speziell bei der Blutstillung in Organen, angewendet. Das Verfahren arbeitet berührungslos und ohne Rauchbildung. Es ist damit prädestiniert für Arbeiten durch eine Endoskop-Sonde. Der Fortschritt der Technik hat die Instrumente immer schlanker werden lassen, sodass sie heute universell zu Zwecken der Blutstillung, auch in größeren Arealen, und Operationen durch eine Sonde verwendet werden können.
Das Verfahren ist speziell geeignet für die hitzeabhängige Koagulation von Hautflächen, Stillung von oberflächlichen Blutungen und Nekrotisierung von pathologisch bedenklichen Gewebeteilen. Die maximale gut beherrschbare Eindringtiefe ist 3 bis 4 mm.

## Wirkweise

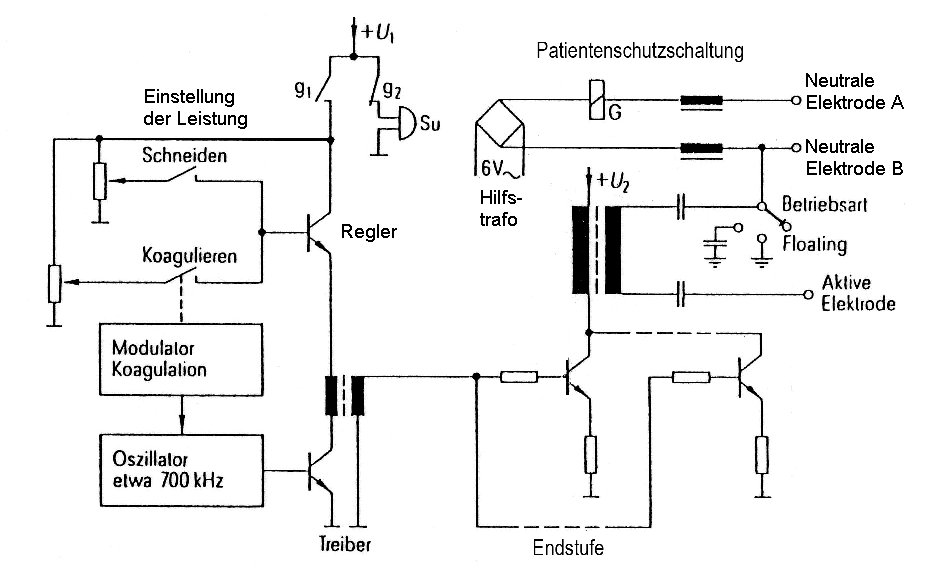
Prinzipschaltung der Apparatur für die Erzeugung des elektrischen Stroms bei APC

Es wird in der Regel ein unipolares Verfahren angewendet, bei dem der Körper des Patienten den einen Pol und die Spitze der Sonde den anderen Pol darstellt. Mit einem gezielt erzeugten elektrischen Überschlag (Flammenbogen) wird die Gewebeoberfläche durch Hitzeeinwirkung denaturiert.
Bei APC wird die Spitze der Sonde durch einen ionisierten Argon-Plasmastrahl dargestellt. Die Sonde wird durch ein Endoskop geführt. Das Argon wird an der Spitze der Sonde durch eine Hochspannungsentladung (ca. 5 kV) ionisiert. Der ionisierte Gasstrahl dient als Leiter für einen hochfrequenten elektrischen Strom, der mit Erhitzung des Gewebes zur Koagulation der Läsion führt. Der Strom wird von einem Generator (s. Bild) mit der gewünschten Stärke erzeugt.
Argon ist ein Edelgas und wird aus mehreren Gründen verwendet.
- Argon steht in großem Maße in der Atmosphäre zur Verfügung und ist damit preiswert.
- Argon ist biologisch unbedenklich und ungiftig und wird über den Atemzyklus wieder ausgeschieden.
- Es geht keinerlei Verbindung mit irgendeinem Element ein. Somit bleibt auch die Spitze der Sonde unbeeinflusst (wird nicht angegriffen).
- Argon lässt sich gut ionisieren.

## Praxis
Die Sonde wird in die Nähe der zu behandelnden Läsion geführt, bis ein Funkenüberschlag (Lichtbogen) entsteht. Der Kontakt wird ausschließlich über den Plasmastrahl hergestellt. Da kein physischer Kontakt mit der Läsion hergestellt wird, ist das Verfahren sicher und gut zur Behandlung von Blutungen in Teilen des Magen-Darm-Trakts mit dünnen Wänden geeignet. Die Eindringtiefe beträgt in der Regel nur wenige Millimeter. Die Schorfbildung ist gering, sodass ein späteres Aufreißen der Wunde weitestgehend unterbleibt. Außerdem gibt es weder Anhaftungen an der Sonde noch ein ungewolltes Anhaften der Sonde am behandelten Gewebe.  Physikalisch bedingt wendet sich der Plasmastrahl automatisch von koagulierten (hochohmigen) Arealen ab, hin zu blutenden oder noch nicht ausreichend koagulierten (niederohmigen) Gewebebereichen im Applikationsgebiet. So wird eine automatisch begrenzte, gleichmäßige Koagulation nicht nur in der Tiefe, sondern auch in der Fläche erreicht. Aufsteigendes Blut oder Gewebsflüssigkeit wird vom Argon-Gasstrahl aus dem Behandlungsbereich geblasen, sodass die eigentlich zu erreichenden Oberflächen und Gefäße immer frei liegen.

## Anwendungsbereiche
APC wird zur Behandlung folgender Erkrankungen angewendet:
- Angiodysplasien, überall im GI-Trakt
- antrale vaskuläre Ektasie oder Wassermelonenmagen
- Strahlenproktitis
- Speiseröhrenkrebs
- Verschließen von Varizen in Kombination mit Bandligatur[6]
- Dickdarmpolypen nach Polypektomie

Bei Anwendung im Darm muss dieser zuvor sicher von Dickdarmgasen (Methan) befreit werden, damit es nicht zu ungewünschten Effekten durch Verpuffungen kommen kann.